# Plattenburgischer Kreis

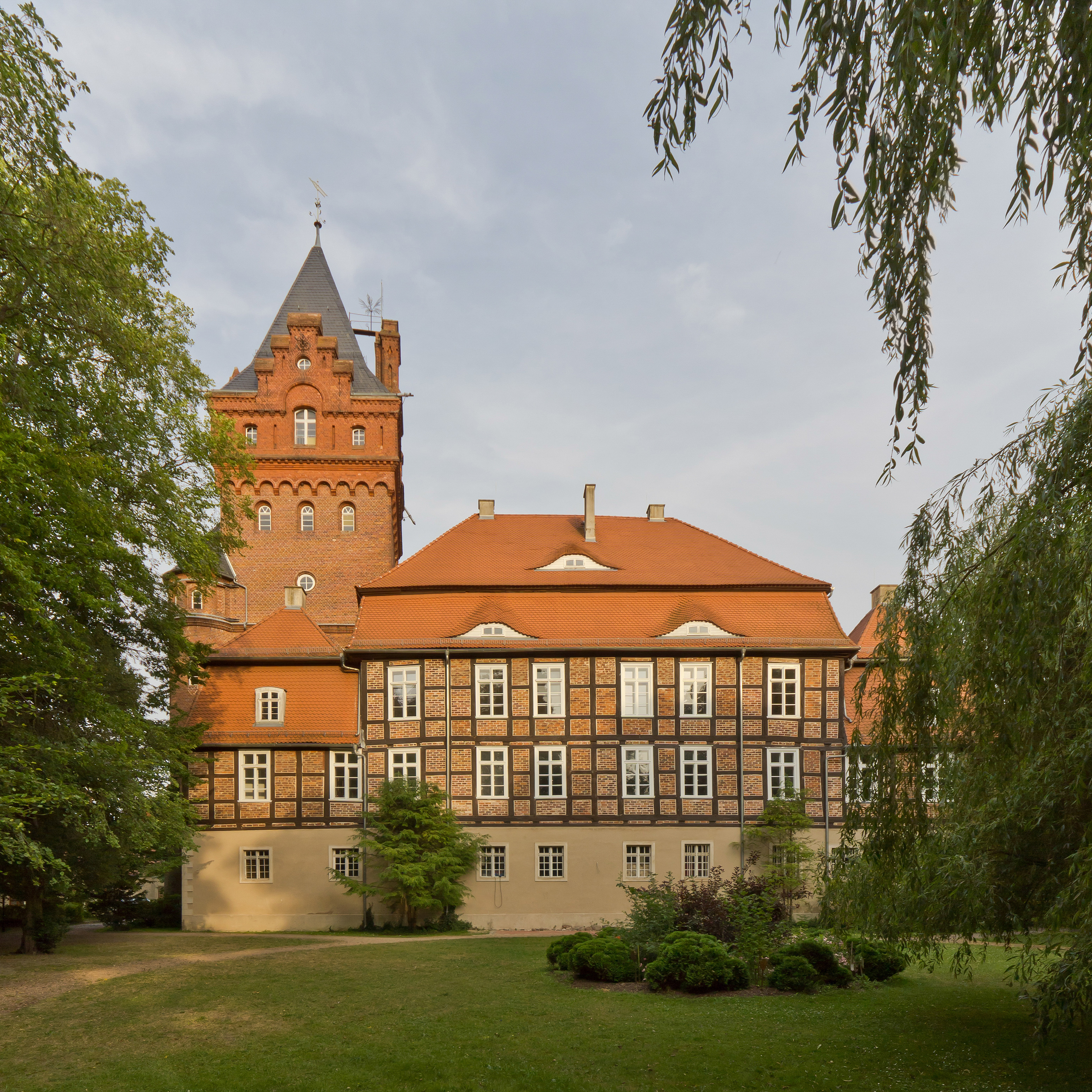
Burg Plattenburg

Der Plattenburgische Kreis, auch Kreis Plattenburg war ein markbrandenburgischer Kreis in der Prignitz, der sich im Verlauf des 16. Jahrhunderts herausgebildet und bis 1816 Bestand hatte. Der Amtssitz war auf der Burg Plattenburg (Gemeinde Plattenburg, Landkreis Prignitz, Brandenburg). Der größte Teil wurde in der damaligen Verwaltungsreform zusammen mit den größeren Teilen der Kreise Perleberg, Lenzen und Havelberg zum Kreis Westprignitz vereinigt. Der Ort Werder, als einziger Ort des Kreises südlich der Elbe gelegen, kam zum damaligen  Kreis Osterburg.

## Geographische Lage
Der Plattenburgische Kreis bestand aus drei nicht zusammen hängenden Teilen, wobei der westliche Teil eine kleine Exklave an der Elbe zwischen Bälow und Hinzdorf, d. h. im Perlebergischen Kreis war. Der Hauptteil grenzte im Westen und Norden an den Perlebergischen Kreis, im Nordosten an den Pritzwalkischen, Havelbergischen und Kyritzischen Kreis, im Süden an eine Exklave des Pritzwalkischen Kreis und den Havelbergischen Kreis und im Süden an zwei Stellen an den Seehausenschen Kreis (bzw. ab 1735 den Arendsee-Seehausenschen Kreis), der zur Altmark gehörte. Der südöstliche Teil lag eingeklemmt zwischen Havelbergischem, Kyritzischem und Havelländischem Kreis sowie im Süden am Herzogtum Magdeburg.

## Zugehörige Orte
- Bad Wilsnack (Wilsnack), Stadt
- Wilsnack, adliges Gut, bei der Stadt Wilsnack nebst 2 Büdnern, 6 Einliegern, Wasser-, Wind- und Walkmühle, Schäferei und 2 Förster über 5000 M. Holz
- Abbendorf (Dorf und Gut) (heute ein Gemeindeteil von Rühstädt)
- Bendelin (Dorf) (heute ein Ortsteil von Plattenburg)
- Damerow (auch Damrow, Vorwerk) (heute ein Ortsteil der Stadt Havelberg)
- Haverland (Dorf und Vorwerk) (heute im Ortsteil Abbendorf, Gemeinde Rühstädt aufgegangen)
- Jackel (Forsthaus) (heute ein Gemeindeteil der Stadt Bad Wilsnack)
- Legde (Dorf) (heute ein Gemeindeteil von Legde/Quitzöbel)
- Groß Leppin (Dorf) (Gemeindeteil im Ortsteil Glöwen, Gemeinde Plattenburg)
- Klein Leppin (adliges Gut) (heute ein Gemeindeteil der Gemeinde Plattenburg)
- Groß Lüben (Dorf) (heute ein Gemeindeteil der Stadt Bad Wilsnack)
- Klein Lüben (Dorf) (heute ein Gemeindeteil der Stadt Bad Wilsnack)
- Övelgünde (Oevelgünne, Vorwerk) (existiert nicht mehr)
- Plattenburg (adliges Gut) (heute ein Gemeindeteil und Gemeinde Plattenburg)
- Saldernholz (Forsthaus, auf der Westseite der Elbe bei dem Dorfe Werder) (existiert nicht mehr, nicht exakt lokalisiert, nahe beim Ortsteil Werder der Stadt Seehausen (Altmark))
- Saldernhorst (Kolonie nahe bei dem Dorf Vehlgast) (existiert nicht mehr, lag südlich der neuen Dosse, etwa 1 km oberhalb der Mündung der Dosse in die Havel)
- Scharleuk (Scharleuck, Fischerhaus an der Elbe zwischen Bälow und Klein Lüben) (heute ein Gemeindeteil der Stadt Bad Wilsnack)
- Söllenthin (Sölenthin, Dorf) (heute ein Gemeindeteil der Gemeinde Plattenburg)
- Uhlenberg (Kolonie). Die Kolonie wurde 1776 bei Bad Wilsnack etabliert. Um 1800 wohnten 10 Büdner hier. Danach wurde der Ort nicht mehr erwähnt.
- Vehlgast (Dorf) (heute ein Gemeindeteil im Ortsteil Vehlgast-Kümmernitz, Stadt Havelberg)
- Waldfrieden (Todtenkopf, Vorwerk) (heute ein Gemeindeteil im Ortsteil Vehlgast-Kümmernitz, Stadt Havelberg)
- Werder (Dorf) (heute ein Ortsteil von Seehausen (Altmark), Landkreis Stendal) (Werder lag ursprünglich nördlich der Elbe, jetzt Altarm Alte Elbe)
- Zernikow (auch Zernickow, Vorwerk) (heute ein Gemeindeteil der Gemeinde Plattenburg)
- Zichtow (Vorwerk) (heute ein Gemeindeteil der Gemeinde Plattenburg)

1816 wurde der Plattenburgische Kreis aufgelöst und mit dem größten Teil des Perlebergischen Kreis, dem Lenzenschen Kreis und dem Havelbergischen Kreis zum Kreis Westprignitz vereinigt.